# والي سميث
والي سميث (بالإنجليزية: Wally Smith)‏ (1885 في المملكة المتحدة - ) هو لاعب كرة قدم بريطاني (وحمل سابقاً جنسية المملكة المتحدة لبريطانيا العظمى وأيرلندا) في مركز مهاجم داخلي. لعب مع برمنغهام سيتي ونادي بوري ونادي ساوثيند يونايتد ونادي تشستر سيتي ونادي ألترينتشام.